# Лахдар Брахімі
Лахдар Брахімі (нар. 1 січня 1934) — алжирський дипломат, міністр закордонних справ Алжиру у 1991—1993. Вважається одним з провідних дипломатів у світі, що брав участь у вирішенні складних конфліктів, у тому числі в Лівані, Афганістані і Іраку.

## Кар'єра
Вивчав право і політичні науки у Алжирі і Франції.
Під час війни за незалежність Брахімі у 1959—1961 представляв Національний фронт звільнення Алжиру в Індонезії та південно-східній Азії.
Після здобуття Алжиром незалежності Брахімі служив послом в Єгипті, Судані і при Лізі арабських держав, у 1971—1979 був послом у Великій Британії.
З 1982 по 1984 рік був дипломатичним радником президента Алжиру.
У 1984—1991 роках був заступником генерального секретаря Ліги арабських держав.
У 1989 році за його посередництва як спеціального посланця Ліги арабських держав було укладені угоди, досягнутих в саудівському місті Ет-Таїф, що поклали край 15-річній громадянській війні в Лівані.
Брахімі обіймав посаду міністра закордонних справ Алжиру з 1991 по 1993 рік. Саме протягом цього часового проміжку країна пережила одну з найважчих криз у своїй історії. Після того, як перемогу на виборах в 1991 здобула ісламістська партія, законодавчі збори Алжиру було розпущено, а владу взяли військові. Щоб дати відсіч фундаменталістській загрозі, генерали пішли на введення перманентного надзвичайного стану. В Алжирі до кінця XX століття проходили зіткнення, які багато спостерігачів характеризували як громадянську війну.
Після відходу у відставку з поста міністра закордонних справ Алжиру в 1993 Брахімі продовжив дипломатичну кар'єру в рамках Організації Об'єднаних Націй, допомагаючи в конфліктних і пост-конфліктних ситуаціях, а також працюючи над підвищенням ефективності миротворчих операцій ООН.
У 1993—1994 представник ООН у ПАР, у 1994—1996 — представник ООН на Гаїті.
У 1997—1999 роках і з 2001 по 2004 рік Брахімі був спецпредставником генсека ООН в Афганістані.
У 2004 допомагав формувати тимчасовий уряд в Іраку. За дорученням генсека ООН дипломат виїжджав зі спеціальними місіями в Конго, Ємен і Ліберію.
Екс-президент ПАР Нельсон Мандела включив Брахімі в створену ним в 2007 році Раду старійшин, яка покликана об'єднати зусилля досвідчених політичних діячів у боротьбі за справедливе вирішення проблем сучасності, кращий світ і безпеку. В Ралу входять такі діячі, як Нельсон Мандела, Джиммі Картер, Кофі Аннан.
17 серпня 2012 Лахдар Брахімі був призначений спеціальний посланником генерального секретаря Організації Об'єднаних Націй та Ліги арабських держав в Сирії, де триває громадянська війна. Його попередник на цій посаді, Кофі Аннан 2 серпня 2012 заявив, що залишить посаду спецпосланця ООН і Ліги арабських держав в Сирії після закінчення терміну дії мандата спецпредставника 31 серпня.

## Виноски
1. ↑  Encyclopædia Britannica
2. ↑  Енциклопедія Брокгауз
3. ↑  Munzinger Personen
4. ↑  Лахдар Брахімі буде призначений новим спецпосланцем ООН і ЛАГ в Сирії. Архів оригіналу за 2 листопада 2012. Процитовано 18 серпня 2012.